# IC 3846
IC 3846 је ознака објекта на координатама са ректансцензијом 12h 52m 39,0s и деклинацијом + 13° 38" 50'. Открио га је Арнолд Швасман, 20. новембра 1900. Каснијим посматрањима на том положају није уочен никакав астрономски објекат.